# Antheraea
Antheraea ist eine Gattung von Schmetterlingen (Nachtfaltern) aus der Familie der Pfauenspinner (Saturniidae). Die Raupen einiger asiatischer Arten haben beziehungsweise hatten kommerzielle Bedeutung und wurden wegen ihrer Spinnseide jahrhundertelang gezüchtet.

## Merkmale
Die Falter der Gattung sind sehr groß und gelblich bis bräunlich gefärbt. Auf den Vorder- und Hinterflügeln befinden sich große Diskalflecke. Zwischen den Geschlechtern gibt es keine signifikanten Unterschiede in der Flügelzeichnung. Die Fühler sind vierfach kammförmig, bei den Männchen sind sie sehr breit und federartig, bei den Weibchen dagegen schmal.
Die Raupen sind grün und haben konvexe Segmente, die mit deutlichen, aber reduzierten Stacheln oder Haaren versehen sind. Sie verpuppen sich in einem großen, robusten eiförmigen Kokon ohne Schlupfloch. Um den Kokon zu verlassen, setzen die schlüpfenden Falter  eine Proteinase frei, die die Spinnseide abbaut.

## Systematik
Die Typusart  der Gattung ist Phalaena mylitta Drury, 1773.
- Antheraea alleni Holloway, 1987
- Antheraea alorensis U. Paukstadt & L. h. Paukstadt, 2005[2]
- Antheraea andamana Moore, 1877
- Antheraea angustomarginata Brechlin & Meister, 2009[3]
- Antheraea banggaiana Brechlin, 2014[4]
- Antheraea billitonensis Moore, 1878
- Antheraea broschi Naumann, 2001[5]
- Antheraea brunei Allen & Holloway, 1986
- Antheraea cadioui Naumann, 2010[6]
- Antheraea castanea Jordan, 1910[7]
- Antheraea celebensis Watson, 1915[8]
- Antheraea cernyi Brechlin, 2002[9]
- Antheraea cihangiri Naumann & Nässig, 1998[10][11]
- Antheraea cingalesa Moore, 1883
- Antheraea compta Rothschild, 1899
- Antheraea cordifolia Weymer, 1906[8][12]
- Antheraea crypta Chu & Wang, 1993
- Antheraea diehli Lemaire, 1979
- Antheraea exspectata Brechlin, 2000[13][14]
- Antheraea fickei Weymer, 1909
- Antheraea frithi Moore, 1859
- Antheraea fusca Rothschild, 1903
- Antheraea gephyra Niepelt, 1926
- Antheraea godmani (Druce, 1892)
- Antheraea gschwandneri Niepelt, 1918[7][15]
- Antheraea gulata Nässig & Treadaway, 1998[15]
- Antheraea hagedorni Naumann & Lourens, 2008[16]
- Antheraea halconensis U. Paukstadt & Brosch, 1996[17]
- Antheraea harndti Naumann, 1999[18]
- Antheraea helferi Moore, 1859[11]
- Antheraea hollowayi Nässig & Naumann, 1998[10]
- Antheraea imperator Watson, 1913[11][19]
- Antheraea insularis Watson, 1913
- Antheraea jakli Naumann, 2008[20]
- Antheraea jana (Stoll, 1782)[21]
- Antheraea jawabaratensis Brechlin & Paukstadt, 2010[22]
- Antheraea kageri U. Paukstadt, L. Paukstadt & Suhardjono, 1997[23]
- Antheraea kalabahiensis Naumann, 2010[6]
- Antheraea kalangensis Brechlin & Meister, 2009[3]
- Antheraea kelimutuensis U. Paukstadt, L. Paukstadt & Suhardjono, 1997[24][25][26]
- Antheraea knyvetti Hampson, 1893
- Antheraea korintjiana Bouvier, 1928[22]
- Antheraea lampei Nässig & Holloway, 1989[22]
- Antheraea larissa (Westwood, 1847)[15][27][28]
- Antheraea larissoides Bouvier, 1928
- Antheraea loeffleri Naumann, 2010[6]
- Antheraea lorosae M. D. Lane, Naumann & D. A. Lane, 2004[29]
- Antheraea makassarensis Brechlin, 2022[30]
- Antheraea malakkana Brechlin, 2022[30]
- Antheraea meisteri Brechlin, 2002[9]
- Antheraea mentawai Nässig, Lampe & Kager, 2002
- Antheraea mexicana (Hoffmann, 1942)
- Antheraea mezops Bryk, 1944[31]
- Antheraea minahassae Niepelt, 1926[8]
- Antheraea mindanarissa Brechlin, 2014[4]
- Antheraea mindoroensis U. Paukstadt & Brosch, 1996[17][27]
- Antheraea montezuma (Salle, 1856)
- Antheraea moultoni Watson, 1927
- Antheraea myanmarensis U. Paukstadt, L. Paukstadt & Brosch, 1998[32][33]
- Antheraea mylitta (Drury, 1773)
- Antheraea mylittoides Bouvier, 1928
- Antheraea mindanaoana Brechlin, 2022[30]
- Antheraea mindanarissa Brechlin, 2014[4]
- Antheraea niasiana Brechlin, 2022[30]
- Antheraea oculea (Neumoegen, 1883)
- Antheraea pahangensis Brechlin & Paukstadt, 2010[22]
- Antheraea paniki Nässig & Treadaway, 1998[15]
- Antheraea paphia Linnaeus, 1758
- Antheraea pasteuri Bouvier, 1928[34]
- Antheraea paukpelengensis Brechlin & Meister, 2009[3]
- Antheraea paukstadtorum Naumann, Holloway & Nässig, 1996[8]
- Antheraea pedunculata Bouvier, 1936
- Antheraea pelengensis Brechlin, 2000[13]
- Antheraea pernyi (Guérin-Méneville, 1855)[22]
- Antheraea perrottetii (Guérin-Méneville, 1843)
- Antheraea philippirissa Treadaway & Nässig, 1997[4]
- Antheraea platessa Rothschild, 1903[8][35]
- Antheraea polyphemus (Cramer, 1775)
- Antheraea pratti Bouvier, 1928[36]
- Antheraea prelarissa Bouvier, 1928
- Antheraea puncakensis Brechlin, 2014[4]
- Antheraea raffrayi Bouvier, 1928[37][38]
- Antheraea ranakaensis U. Paukstadt, L. Paukstadt & Suhardjono, 1997[24]
- Antheraea rolfei Naumann, 2010[6]
- Antheraea rosemariae Holloway, Nässig & Naumann, 1995[39][40]
- Antheraea rosieri (Toxopeus, 1940)[15]
- Antheraea rubicunda Brechlin, 2009[41][42]
- Antheraea rudloffi Brechlin, 2002[9]
- Antheraea rumphii (Felder, 1861)
- Antheraea sahi Nässig & Treadaway, 1998[15][43]
- Antheraea schroederi U. Paukstadt, Brosch & L. Paukstadt, 1999[44]
- Antheraea semperi C. Felder & R. Felder, 1861[15][21]
- Antheraea sergestus Westwood, 1881
- Antheraea siberutensis Brechlin, 2022[30]
- Antheraea steinkeorum U. Paukstadt, L. Paukstadt & Brosch, 1999[45]
- Antheraea subcaeca Bouvier, 1928
- Antheraea sumatrana Niepelt, 1926
- Antheraea sumbaensis Naumann, 2010[6]
- Antheraea sumbawaensis Brechlin, 2000[46]
- Antheraea superba Inoue, 1964
- Antheraea surakarta Moore, 1862
- Antheraea taripaensis Naumann, Nässig & Holloway, 1996[8]
- Antheraea tenggarensis Brechlin, 2000[46]
- Antheraea ulrichbroschi U. Paukstadt & L. Paukstadt, 1999[21]
- Antheraea vietnamensis Brechlin & Paukstadt, 2010[22]
- Antheraea viridiscura Holloway, Nässig & Naumann, 1996[8]
- Antheraea visayarissa Brechlin, 2014[4]
- Antheraea winbrechlini Brechlin, 2022[30]
- Antheraea yamamai (Guérin-Méneville, 1861)
- Antheraea youngi Watson, 1915[7][47][48]